# Albert de Meuron
Albert de Meuron   (Neuchâtel, 13 d'agost de 1823 - Neuchâtel, 20 de març de 1897) va ser un pintor de paisatge, gènere, retrat i història suís associat a l'escola de Düsseldorf.

## Biografia
Les seves primeres lliçons d'art van venir del seu pare, el paisatgista Maximilien de Meuron. De 1841 a 1845, va viure a Alemanya i va ser estudiant a la Kunstakademie Düsseldorf, on els seus instructors incloïen Hermann Stilke i Karl Ferdinand Sohn. Durant les vacances d'estiu, acompanyava el seu pare i els alumnes del seu pare en expedicions de pintura per tota Suïssa.

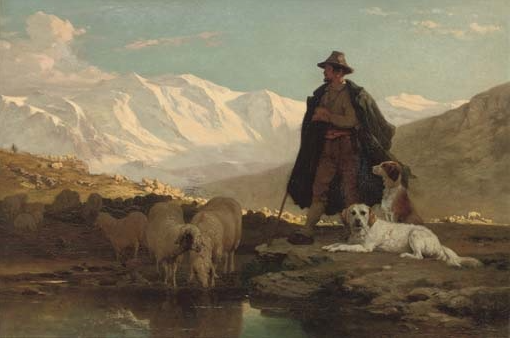
Paisatge alpí amb pastor

Per recomanació de Léon Berthoud (1822–1892), un paisatgista local, va anar a París, on es va convertir en un dels primers artistes suïssos a treballar als estudis de Charles Gleyre. El 1846, es va matricular a l'École des Beaux-arts. La seva primera exposició al Saló va arribar el 1848, just abans de la Revolució. Poc després, va tornar a casa i es va establir a l'Oberland berner. Allà, va passar alguns estius amb els germans Edouard i Karl Girardet així com amb Benjamin Vautier. Feia viatges regulars a París per visitar-hi amb els seus amics. El 1860, va passar temps pintant amb Gustave-Henri Colin als Pirineus.
El 1866 es va casar amb Julie Perrot, filla de Louis Perrot, que pertanyia a una família de distingits botànics. Això va ser seguit d'una lluna de mel a Itàlia abans que s'instal·lin a Corcelles-près-Concise; la ciutat natal del seu pare. L'any següent, va ser nomenat president de la "Société des amis des arts de Neuchâtel". El 1878, va representar Suïssa i va formar part del jurat de l'Exposició Universal. De 1888 a 1892, va ser membre de la Eidgenössische Kunstkommission (Comissió Federal de les Arts).